# Dirk De Nef
Dirk De Nef (Gent, 17 mei 1957) is een Belgisch componist en dirigent.

## Biografie
Dirk De Nef vatte pas op 15-jarige leeftijd muziekstudies aan aan het Stedelijk Conservatorium van Mechelen. Hij behaalde eerste prijzen notenleer, harmonie, koordirectie en muziekgeschiedenis aan het  Koninklijk Vlaams Conservatorium in Antwerpen en eerste prijzen contrapunt, fuga, compositie en hogere muziekanalyse aan het Koninklijk Conservatorium in Brussel. Daarnaast volgde hij internationale meestercursussen koordirectie bij ‘De Schak-Nederland’ en bij de VFJK onder leiding van László Heltay en Johan Duijck. Hij is momenteel leraar schriftuur en harmonieleer aan de muziekacademies van Bornem, Heist-op-den-Berg en tevens aan het Lemmensinstituut in Leuven.

## Compositie
Dirk De Nef begon in 1990 te componeren. Zijn werken behoren vooral tot het klassieke genre. Hij won op korte tijd verscheidene compositieprijzen. In 1995 werd zijn werk Rond'eau het plichtwerk piano voor de halve finale van de Koningin Elisabethwedstrijd. Dirk maakt vaak gebruik van complexe maatsoorten, evenals van vele maatwisselingen. Ondanks vele instrumentale composities is hij het meest bekend met de vocale muziek.

### Composities
Hieronder volgen enkele van Dirks composities:
- Geef mij maar de brede, trage rivieren (1992) voor koor
- Lucubrantiunculae (1992) voor strijkkwintet en marimba
- Circumsonus (1994) voor viool en piano
- What I write with this hand (1994) lied
- Scène (1995) voor koor
- Rond'eau (1995) voor piano
- Stringtime (1997) voor strijkkwartet
- Ik ben beperkt (1998) lied
- Ein G'mischte Salat  (1999) voor koor
- Stained Glass (1999) voor harmonieorkest
- Actus Purus (2000) voor piano
- Mixed Grill (2000) voor pianokwartet
- Mouvement (2001) voor viool en piano
- Rodian (2001) oratorium voor symfonisch orkest, 3 solisten en koor; op tekst van Roland Van Bocxtaele
- In de navel van de agave (2003) voor klarinet, altviool en piano
- Pain’things (2003) voor clarinetchoir en percussie-ensemble
- Bloempje (2004) voor kinderkoor en piano
- Pianotrio nr. 1 (2005) voor pianotrio
- F’air’play (2005) voor accordeon
- Klachtenlied (2009) voor koor
- ‘k Zing A geire (2010) cantate voor symfonisch orkest, koor, kinderkoor en twee solisten
- Amoraroma (2010) voor jeugdkoor
- Festivo (2012) voor groot harmonieorkest

## Dirigent van
- Arti Vocali (1992-heden)
- Leuvens Universitair Koor (2005-2009)
- Mannenkoor Homme'ros (2009-heden)
- Universitair Koor Antwerpen (UKA, 1992-heden)
- Zoveel Hertz (zHz, 2018-heden)